# Луций Фабриций (трибун)
Луций Фабриций (на латински: Lucius Fabricius) е политик на Римската република през края на 1 век пр.н.е. по времето на заговора на Катилина. Произлиза от фамилията Фабриции.
През 62 пр.н.е. е народен трибун. Консули тази година са Децим Юний Силан и Луций Лициний Мурена.